# Benjamin Hassan
Benjamin Hassan (Merzig, 4 de febrero de 1995) es un tenista profesional alemán nacionalizado libanés.

## Trayectoria
Hassan tiene doble nacionalidad, alemana y libanesa, y juega para el Líbano. A pesar de ello, el sitio web de la ATP lo incluyó como jugador de Alemania hasta junio de 2024.El 10 de junio de 2024 se le concedió la plaza universal para disputar los Juegos Olímpicos de París 2024, siendo el primer tenista que representa al país asiático.
Al 2 de noviembre de 2024 se encuentra en el puesto 242° del Ranking ATP.

## Títulos Challenger; 3 (0 + 3)
| Leyenda             | Individuales | Dobles |
| ------------------- | ------------ | ------ |
| ATP Challenger Tour | 0            | 3      |

### Dobles
| N.º | Fecha                   | Torneo   | Superficie    | Compañero            | Oponentes en la final             | Resultado |
| --- | ----------------------- | -------- | ------------- | -------------------- | --------------------------------- | --------- |
| 1.  | 7 de septiembre de 2024 | Génova   | Tierra batida | David Vega Hernández | Romain Arneodo Théo Arribagé      | 6-4, 7-5  |
| 2.  | 23 de noviembre de 2024 | Yokohama | Dura          | Saketh Myneni        | Blake Bayldon Calum Puttergill    | 6-2, 6-4  |
| 3.  | 5 de abril de 2025      | Menorca  | Tierra batida | Sebastian Ofner      | Andrea Vavassori Matteo Vavassori | 7-5, 6-3  |